# Milax
Milax is een geslacht van weekdieren uit de klasse van de Gastropoda (slakken).

## Soort
- Milax aegaeicus Wiktor & Mylonas, 1986
- Milax altenai Forcart, 1972
- Milax barypus Bourguignat, 1866
- Milax caucasicus (Simroth, 1912)
- Milax cyprius (Simroth, 1906)
- Milax gagates (Draparnaud, 1801) = Zwarte kielnaaktslak
- Milax gasulli van Regteren Altena, 1974
- Milax lopadusanus Liberto, Corso, Viviano, Colomba & Sparacio, 2017
- Milax monstruosus Wiktor, 1986
- Milax nigricans (Philippi, 18361) = Siciliaanse kielnaaktslak
- Milax ochraceus (Bérenguier, 1900)
- Milax parvulus Wiktor, 1968
- Milax riedeli Wiktor, 1986
- Milax verrucosus Wiktor, 1969